# Odrazka

Princip koutového (1) a sférického (2) odražeče

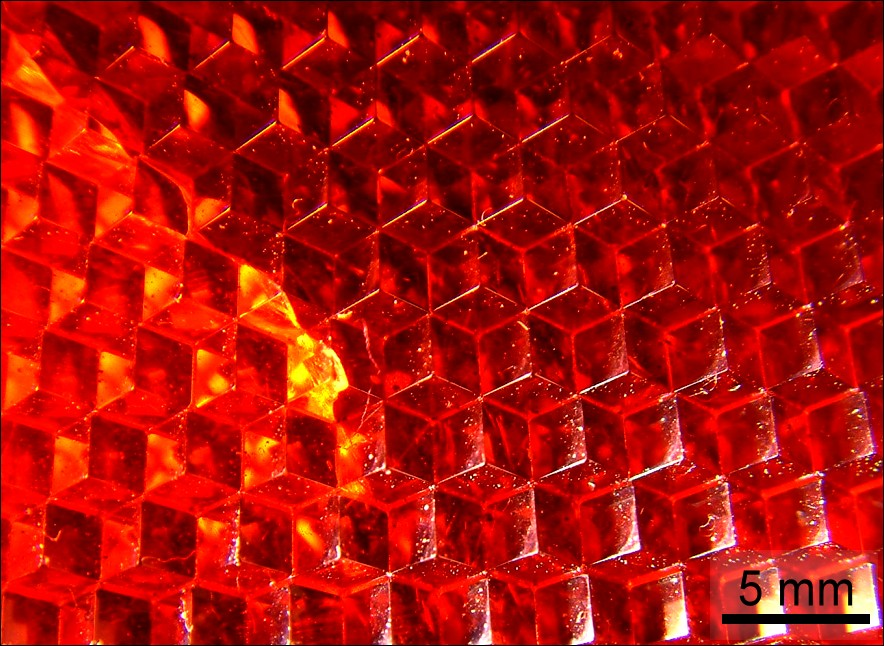
Odrazka využívající matici koutových odražečů

Odrazka je optický prvek odrážející viditelné světlo. Oproti běžným povrchům ale neodráží světlo podle Lambertova kosínového zákona, ale většinu dopadajícího světla odráží zpět ve směru ke zdroji.
Tohoto efektu lze dosáhnout
- vytvořením matice malých, několikamilimetrových koutových odražečů, většinou z plastu nebo skla (odrazové sklo – dopravní značky, odrazky na vozidlech)
- nalepením drobných průsvitných kuliček na fólii, textil (reflexní fólie, reflexní nášivky)